# Diaea rosea
Diaea rosea là một loài nhện trong họ Thomisidae.
Loài này thuộc chi Diaea. Diaea rosea được Ludwig Carl Christian Koch miêu tả năm 1875.